# Bundesregierung Faymann I
Die Bundesregierung Faymann I, eine große Koalition der Sozialdemokratischen Partei Österreichs (SPÖ) mit der Österreichischen Volkspartei (ÖVP), bildete sich nach der vorgezogenen Nationalratswahl vom 28. September 2008. Sie wurde am 2. Dezember 2008 von Bundespräsident Heinz Fischer ernannt und angelobt. Bundeskanzler wurde Werner Faymann (SPÖ), Vizekanzler Josef Pröll (ÖVP). Bei der Regierungsumbildung im April 2011 schied Josef Pröll aus; Michael Spindelegger (ÖVP) wurde Vizekanzler.
Nach der Nationalratswahl 2013 wurde die Regierung von Bundespräsident Heinz Fischer am 1. Oktober 2013 mit der Fortführung der Geschäfte bis zur Ernennung einer neuen Regierung beauftragt. Die Ernennung der Bundesregierung Faymann II fand am 16. Dezember 2013 statt.

## Regierungsbildung
Bei der Wahl vom 28. September 2008 erhielt die SPÖ 29,26 % (minus 6,1 Prozentpunkte) und die ÖVP 26,0 % (minus 8,4 Prozentpunkte) der Stimmen. Die FPÖ erhielt 17,5 Prozent der Stimmen (plus 6,5 Prozentpunkte), das 2005 aus der FPÖ hervorgegangene Bündnis Zukunft Österreich (BZÖ) 10,7 % (plus 6,6 Prozentpunkte) und Die Grünen 10,43 % (minus 0,6 Prozentpunkte). Als Bundesvorsitzender der Partei mit den meisten Wählerstimmen erhielt Faymann am 8. Oktober 2008 von Bundespräsident Heinz Fischer den Auftrag zur Regierungsbildung.
Keine Partei hatte eine Mehrheit für eine Alleinregierung. Eine Koalition aus SPÖ und ÖVP war die einzig mögliche Zwei-Parteien-Koalition. Während Faymann sich von Beginn an für diese Variante aussprach und Koalitionsvarianten mit FPÖ und BZÖ ausschloss, waren Vertreter der ÖVP auch für eine ÖVP-FPÖ-BZÖ-Koalition bzw. für den Gang in die Opposition eingetreten. Die Finanzkrise seit 2007 und die Gefahr einer Rezession in Österreich waren Gründe, weshalb Faymann und der neue ÖVP-Bundesparteivorsitzende Josef Pröll rasch Koalitionsgespräche begannen und in relativ kurzer Zeit (56 Tagen) zur Einigung auf eine neue Große Koalition kamen.

## Zusammensetzung
Die Bundesregierung Faymann I wurde am 2. Dezember 2008 in folgender Zusammensetzung angelobt:
Die Ressortaufteilung wurde zum größten Teil von der Bundesregierung Gusenbauer übernommen. Nur das von Maria Berger geleitete Justizministerium wechselte von der SPÖ zur ÖVP und wurde der Richterin Claudia Bandion-Ortner unterstellt. Im Gegenzug erhielt die SPÖ das Gesundheitsministerium von der ÖVP (ehemalige Ministerin Andrea Kdolsky). Entgegen den Bedenken namhafter Verfassungsrechtler wurden die Ministerien für Inneres und Justiz durch Minister derselben Partei geleitet.
Die bisherige Außenministerin Ursula Plassnik kündigte an, dass sie aus der Regierung ausscheiden werde. Als Grund gab sie Differenzen über die Frage an, ob künftige EU-Vertragsänderungen auf parlamentarischem Wege oder über Volksabstimmungen zu entscheiden sind.
Innerhalb der Ministerien gab es Umgruppierungen: Der Bereich Arbeit wurde vom Wirtschaftsministerium wieder an das Sozialressort abgetreten, der Sportbereich kam ins Verteidigungsministerium. Die Familien- und Jugendagenden wurden vom Gesundheitsministerium an das Wirtschaftsministerium übergeben. Gegenüber 2006 gab es nur noch vier statt sechs Staatssekretäre.
Gabriele Heinisch-Hosek wurde am 2. Dezember 2008 zur Bundesministerin ohne Portefeuille und am 18. Dezember 2008 zur Bundesministerin für Frauenangelegenheiten und öffentlichen Dienst ernannt.
Claudia Bandion-Ortner wurde erst am 15. Jänner 2009 zur Bundesministerin für Justiz ernannt, da der BAWAG-Prozess (den sie als Richterin führte) in erster Instanz zuerst abgeschlossen werden musste. Zuvor war für diese Übergangszeit Wissenschaftsminister Johannes Hahn auch Justizminister. Sie wurde am 21. April 2011 durch Beatrix Karl ersetzt.
Verena Remler wurde am 26. November 2010 als Nachfolgerin von Christine Marek angelobt, die als Klubchefin der ÖVP in den Wiener Gemeinderat und Landtag wechselte.
Beatrix Karl wurde am 26. Jänner 2010 zur Bundesministerin für Wissenschaft und Forschung ernannt, da ihr Vorgänger Johannes Hahn in die Europäische Kommission (Barroso II) berufen wurde.

### Regierungsumbildung im April 2011
Josef Pröll erklärte am 13. April 2011 aus gesundheitlichen Gründen seinen bevorstehenden Rücktritt als Vizekanzler und Finanzminister wie auch als ÖVP-Obmann. Die ÖVP designierte Michael Spindelegger zum neuen Vizekanzler und für einige ihrer Ministerien neue Minister und Staatssekretäre. Die Entlassung der alten und Ernennung der neuen Minister und Staatssekretäre erfolgte am 21. April 2011.
Dabei wechselte Maria Fekter vom Innenministerium ins Finanzministerium. Neue Innenministerin wurde die bisherige niederösterreichische Landesrätin Johanna Mikl-Leitner. Claudia Bandion-Ortner schied aus der Regierung aus und wurde im Justizministerium durch die bisherige Wissenschaftsministerin Beatrix Karl ersetzt. Dieser folgte der bisherige Rektor der Universität Innsbruck Karlheinz Töchterle nach.
Mit der Regierungsumbildung wurden teilweise auch die Staatssekretäre anderen Ministerien zugeteilt. Im Außenministerium wurde Wolfgang Waldner und im Innenministerium Sebastian Kurz zu Staatssekretären ernannt. Der Vorsitzende der JVP, Sebastian Kurz, bisher Gemeinderat in Wien, wurde mit den Integrationsagenden betraut. Für diese beiden neu bestellten Staatssekretariate entfielen die bisher von Reinhold Lopatka im Finanzministerium und von Verena Remler im Wirtschaftsministerium besetzten Staatssekretariate.

### Regierungsumbildung im März 2013
Am 5. März 2013 gaben Bundeskanzler Faymann und Verteidigungsminister Norbert Darabos bekannt, dass Darabos am 11. März 2013 als Minister für Landesverteidigung und Sport zurücktritt und als Bundesgeschäftsführer in die Parteizentrale der SPÖ zurückwechselt. Sein Nachfolger wurde der steirische Fraktionsvorsitzende der SPÖ im Bundesrat, Gerald Klug.

### Übersicht
| Amt                                                                     | Foto                                   | Name                                      | Partei           | Partei                            | Staatssekretär                                          | Partei | Partei |
| ----------------------------------------------------------------------- | -------------------------------------- | ----------------------------------------- | ---------------- | --------------------------------- | ------------------------------------------------------- | ------ | ------ |
| Bundeskanzler                                                           |                                        | Werner Faymann                            |                  | SPÖ                               | Josef Ostermayer                                        |        | SPÖ    |
| Vizekanzler                                                             |                                        | Josef Pröll bis 21. April 2011            |                  | ÖVP                               |                                                         |        |        |
| Vizekanzler                                                             |                                        | Michael Spindelegger ab 21. April 2011    |                  | ÖVP                               |                                                         |        |        |
| Europäische und Internationale Angelegenheiten                          |                                        | Michael Spindelegger                      |                  | ÖVP                               | Wolfgang Waldner von 21. April 2011 bis 22. August 2012 |        | ÖVP    |
| Europäische und Internationale Angelegenheiten                          | Reinhold Lopatka ab 11. September 2012 | Michael Spindelegger                      |                  | ÖVP                               |                                                         |        | ÖVP    |
| Inneres                                                                 |                                        | Maria Fekter bis 21. April 2011           |                  | ÖVP                               |                                                         |        |        |
| Inneres                                                                 |                                        | Johanna Mikl-Leitner ab 21. April 2011    |                  | ÖVP                               | Sebastian Kurz ab 21. April 2011                        |        | ÖVP    |
| Justiz                                                                  |                                        | Johannes Hahn bis 15. Jänner 2009         |                  | ÖVP                               |                                                         |        |        |
| Justiz                                                                  |                                        | Claudia Bandion-Ortner bis 21. April 2011 |                  | Parteilos (von der ÖVP nominiert) |                                                         |        |        |
| Justiz                                                                  |                                        | Beatrix Karl ab 21. April 2011            |                  | ÖVP                               |                                                         |        |        |
| Finanzen                                                                |                                        | Josef Pröll bis 21. April 2011            |                  | ÖVP                               | Reinhold Lopatka bis 21. April 2011                     |        | ÖVP    |
| Finanzen                                                                |                                        | Maria Fekter ab 21. April 2011            | Andreas Schieder | ÖVP                               |                                                         | SPÖ    |        |
| Wirtschaft, Familie und Jugend                                          |                                        | Reinhold Mitterlehner                     |                  | ÖVP                               | Christine Marek bis 26. November 2010                   |        | ÖVP    |
| Wirtschaft, Familie und Jugend                                          | Verena Remler bis 21. April 2011       | Reinhold Mitterlehner                     |                  | ÖVP                               |                                                         |        | ÖVP    |
| Arbeit, Soziales und Konsumentenschutz                                  |                                        | Rudolf Hundstorfer                        |                  | SPÖ                               |                                                         |        |        |
| Land- und Forstwirtschaft, Umwelt und Wasserwirtschaft                  |                                        | Nikolaus Berlakovich                      |                  | ÖVP                               |                                                         |        |        |
| Landesverteidigung                                                      |                                        | Norbert Darabos bis 11. März 2013         |                  | SPÖ                               |                                                         |        |        |
| Landesverteidigung                                                      |                                        | Gerald Klug ab 11. März 2013              |                  | SPÖ                               |                                                         |        |        |
| Verkehr, Innovation und Technologie                                     |                                        | Doris Bures                               |                  | SPÖ                               |                                                         |        |        |
| Unterricht, Kunst und Kultur                                            |                                        | Claudia Schmied                           |                  | SPÖ                               |                                                         |        |        |
| Wissenschaft und Forschung                                              |                                        | Johannes Hahn bis 26. Jänner 2010         |                  | ÖVP                               |                                                         |        |        |
| Wissenschaft und Forschung                                              |                                        | Beatrix Karl bis 21. April 2011           |                  | ÖVP                               |                                                         |        |        |
| Wissenschaft und Forschung                                              |                                        | Karlheinz Töchterle ab 21. April 2011     |                  | ÖVP                               |                                                         |        |        |
| Gesundheit                                                              |                                        | Alois Stöger                              |                  | SPÖ                               |                                                         |        |        |
| Kanzleramtsministerin für Frauenangelegenheiten und Öffentlichen Dienst |                                        | Gabriele Heinisch-Hosek                   |                  | SPÖ                               |                                                         |        |        |